# Cualedro
Cualedro település Spanyolországban, Ourense tartományban. Cualedro Baltar, Xinzo de Limia, Trasmiras, Sarreaus, Laza, Monterrei és Montalegre községekkel határos. Lakosainak száma 1586 fő (2024).

## Népesség
A település népessége az elmúlt években az alábbi módon változott:
| Lakosok száma | 2452 | 2286 | 2148 | 2049 | 1924 | 1808 | 1721 | 1679 | 1627 | 1586 |
|               | 2001 | 2004 | 2007 | 2009 | 2012 | 2014 | 2017 | 2019 | 2022 | 2024 |